# 伍佩琴
伍佩琴（Kimberly J. Ng，通稱Kim Ng，1968年11月17日—），邁阿密馬林魚棒球隊的總經理（2020年11月13日—），是美國職業棒球大聯盟史上第一位女性、亞裔美國人的球隊總經理（註：北美四大運動聯賽首位亞裔總經理是2010年NBA的邱瑞克，男性）。

## 生平

### 家世
生於印第安納州印第安納波利斯。父母連生五個女兒，她是長女。父親Jin Ng（伍姓）是祖籍廣東的華裔美國人，金融分析師。母親Virginia Fong（方姓）是祖籍廣東的泰國華人，銀行家。

### 棒球管理層生涯
1997年，她在29岁时以总经理助理身份加入纽约洋基队，为史上最年轻者。2001年她以总经理助理身份加入洛杉矶道奇队。伍佩琴曾代表芝加哥白袜队出席Alex Fernandez薪水仲裁案例，当时是各大体育职业联盟史上最年轻，也是第一位负责此类案例的女性。